# 亞契·布萊德利
亞契·N·布萊德利（英語：Archie N. Bradley，1992年8月10日—），為前美國職棒大聯盟的投手，生涯曾效力過響尾蛇、紅人、費城人、天使與馬林魚等隊。
2011年美國職棒大聯盟選秀，響尾蛇在首輪第七順位選進布萊德利。一開始球隊將他做為先發投手培養，後來在2017年，他開始轉任牛棚發展。2019年季中，他成為球隊的終結者。
2020年，布萊德利來到紅人。隔年他和費城人簽下一年合約，並成為球隊的終結者。

## 職業生涯

### 亞利桑那響尾蛇
2015年，在崔佛·卡希爾被交易到勇士後，球隊打算讓布萊德利進入先發輪值。他在4月11日登上大聯盟，面對道奇隊完投9局僅被敲出1支安打拿下完封勝。他也成為大聯盟自2003年來第四位對決賽揚獎投手拿下勝利的菜鳥投手。4月28日，布萊德利被強襲球擊中臉部。6月4日，布萊德利的肩膀罹患肌腱炎，並在8月中進行復健。整季他拿下2勝3敗，防禦率5.80。
2016年，布萊德利從3A開季。5月29日，他接替受傷的Shelby Miller升上大聯盟，主投7.1局投出9次三振。不過這年他的表現並不穩定，防禦率高達5.02，主要是因為他除了曲球和快速球外，沒有有效的第三種球路。整季他只拿下8勝9敗，投出143次三振。
2017年，扎克·格林基、派翠克·柯賓和羅比·瑞伊組成了響尾蛇前三號先發輪值，布萊德利也轉往牛棚發展。2017年國家聯盟外卡晉級賽，布萊德利敲出2分打點的三壘安打。雖然他後來被洛磯打者敲出背靠背全壘打，不過仍幫助球隊闖進分區賽。他也成為大聯盟首位在季後賽敲出三壘安打的中繼投手，整季他拿下3勝3敗，防禦率1.73。
2018年，球隊打算讓布萊德利、布萊德·巴克斯伯格和平野佳壽競爭終結者位置。7月20日，他面對洛磯隊狂失6分。後來他因為右手食指指甲斷裂，導致他的控球不盡理想。而響尾蛇的牛棚也在9月份相繼崩盤，除了布萊德利以外，Jake Diekman、Matt Andriese和Andrew Chafin的自責分都比投球局數還多。最後布萊德利拿下4勝5敗，防禦率3.64。
2019年，布萊德利的表現依舊迷航，這也導致他原本布局投手的位置岌岌可危。他在5月和6月合計失了20分自責分，球隊也一度想讓他回到小聯盟磨練。後來球隊將葛雷格·霍蘭德給指定讓渡，而布萊德利的表現也日益進步。整季他拿下4勝5敗，防禦率3.52，並拿下18次救援成功。
2020年，布萊德利和球隊簽下362萬5000美元的合約。7月18日，球隊宣布布萊德利將擔任球隊終結者一職。整季他出賽16場比賽，拿下2勝，防禦率2.95。

### 辛辛那提紅人
2020年8月31日，響尾蛇將布萊德利交易到紅人，換來史都華·費爾柴德和Josh VanMeter。後來球隊闖進季後賽，而布萊德利在外卡系列賽首戰第13局登板，結果被勇士敲出2支安打吞敗。12月2日，紅人隊一口氣將布萊德利、Curt Casali、Brian Goodwin和R. J. Alaniz解約。整季布萊德利在紅人隊的防禦率為1.17。

### 費城費城人
2021年1月18日，布萊德利與費城人簽下1年600萬美元的合約。球隊原本打算讓布萊德利接替終結者，不過最後仍由赫克托·奈瑞斯擔任終結者，布萊德利成為布局投手。
4月11日，布萊德利因斜肌受傷進入傷兵名單。Connor Brogdon接替他的位置，JoJo Romero也因此重返大聯盟。布萊德利在5月18日傷癒回歸，僅投一人次就拿下勝投。後來球季結束後，他成為自由球員。

### 洛杉磯天使
2022年3月18日，布萊德利與天使簽下1年375萬美元的合約。

## 個人生活
布萊德利從2017年轉往牛棚後，就開始蓄鬍。而他本人也深信自己的大鬍子能幫助他表現更好，他也表示自己到退休前都不會把鬍子剃掉。
除了打棒球外，布萊德利也有打獵的習慣，尤其是獵鴨。2017年，他在奧克拉荷馬州經營一個牧場，並以他的拉不拉多犬Crash命名。

## 外部連結
- 球員資訊和成績在MLB ，ESPN ，Retrosheet ，Baseball Reference ，Baseball Reference (Minors) ，Fangraphs ，The Baseball Cube （英文）
- 亞契·布萊德利在台灣棒球維基館上的頁面（繁體中文）